# Myriozoum tenue
Myriozoum tenue is een mosdiertjessoort uit de familie van de Myriaporidae. De wetenschappelijke naam van de soort is voor het eerst geldig gepubliceerd in 1923 door O'Donoghue & O'Donoghue.